# Idomacromia lieftincki
Idomacromia lieftincki là loài chuồn chuồn trong họ Synthemistidae. Loài này được Legrand mô tả khoa học đầu tiên năm 1984.